# Chiesa di San Paragorio
La chiesa di San Paragorio è un luogo di culto cattolico situato nel comune di Noli, in provincia di Savona. Importante e storico sito dell'architettura romanica, è inserito nella lista dei monumenti nazionali italiani.

## Storia e descrizione

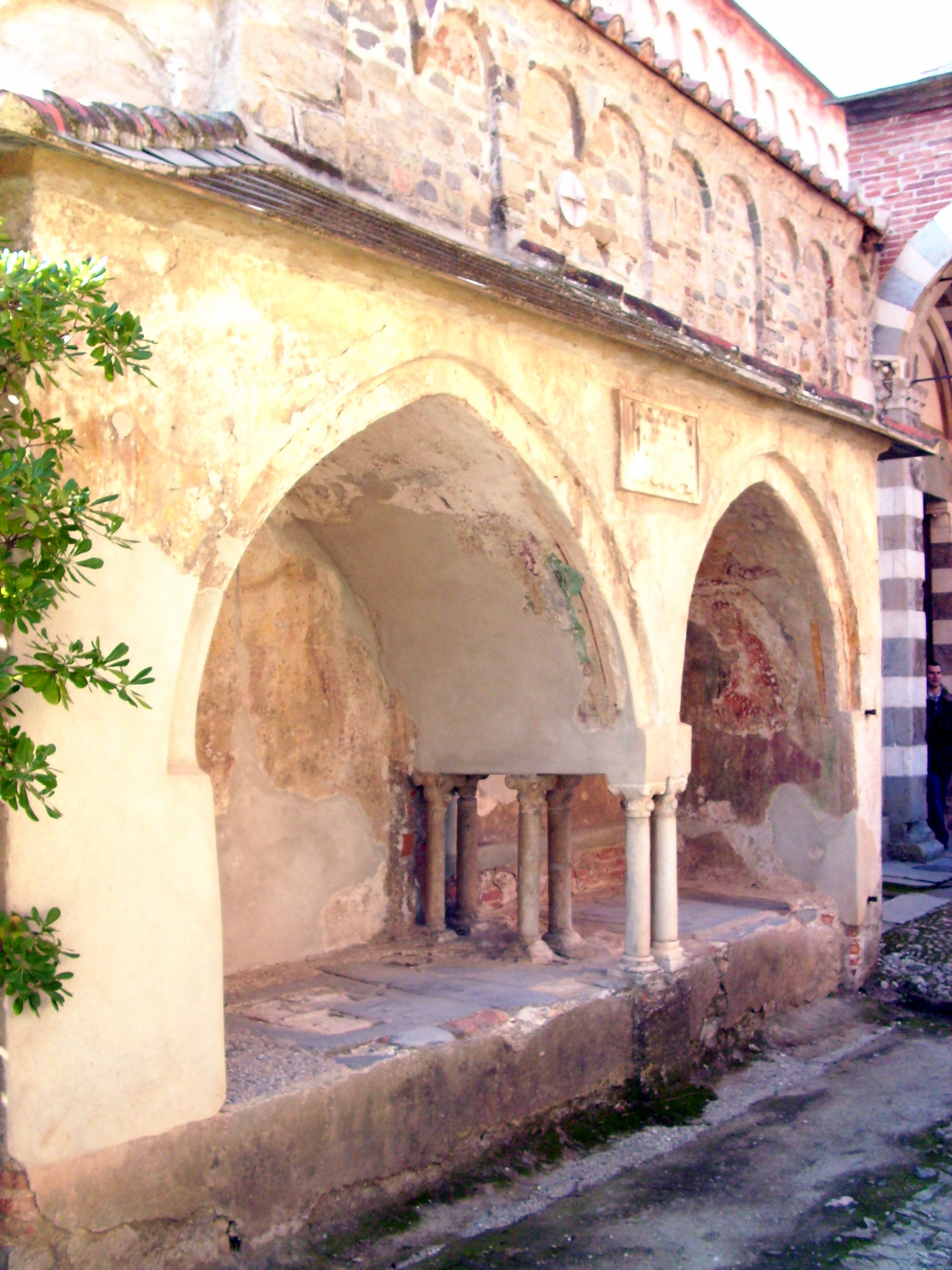
Particolare

L'edificio è in stile romanico ligure dell'XI secolo. Sorta sopra una chiesa paleocristiana (reperti di una necropoli sono stati scoperti negli scavi effettuati dall'Istituto internazionale di studi liguri, sotto la direzione di Nino Lamboglia, nel 1972), ha un impianto basilicale a tre navate, la cripta ad oratorio e una trama di archetti ciechi separati da sottili lesene, binati in facciata e nell'abside maggiore.
All'esterno dell'abside centrale, tra gli archetti e la falda del tetto, si possono notare alcuni bacili in ceramica colorata usati come inserti decorativi, di provenienza sicula o nord-africana. Sul lato sinistro si trova una tomba doppia ad arcosolio e una singola, tutte con archi a sesto acuto sorretti da colonne. La tomba singola ha l'arco costituito di pietre bianche e nere alternate, in tipico stile ligure, come anche il pronao sull'ingresso laterale.
All'interno sono conservati sull'altare maggiore un crocifisso ligneo coevo - simile al Volto Santo di Lucca e risalente alla seconda metà del XIII secolo - e una cattedra di legno del XIII secolo, oltre ai pregiati affreschi del Trecento.
Dal 28 dicembre 1890 è stato dichiarato monumento nazionale. In seguito a danneggiamenti subiti a causa di un terremoto, fu restaurata alla fine del XIX secolo da Alfredo d'Andrade che ne riportò alla luce l'aspetto originario.
Fu cattedrale di Noli fino al 1572, quando il titolò passò alla vicina e più centrale chiesa di San Pietro.

## Galleria d'immagini

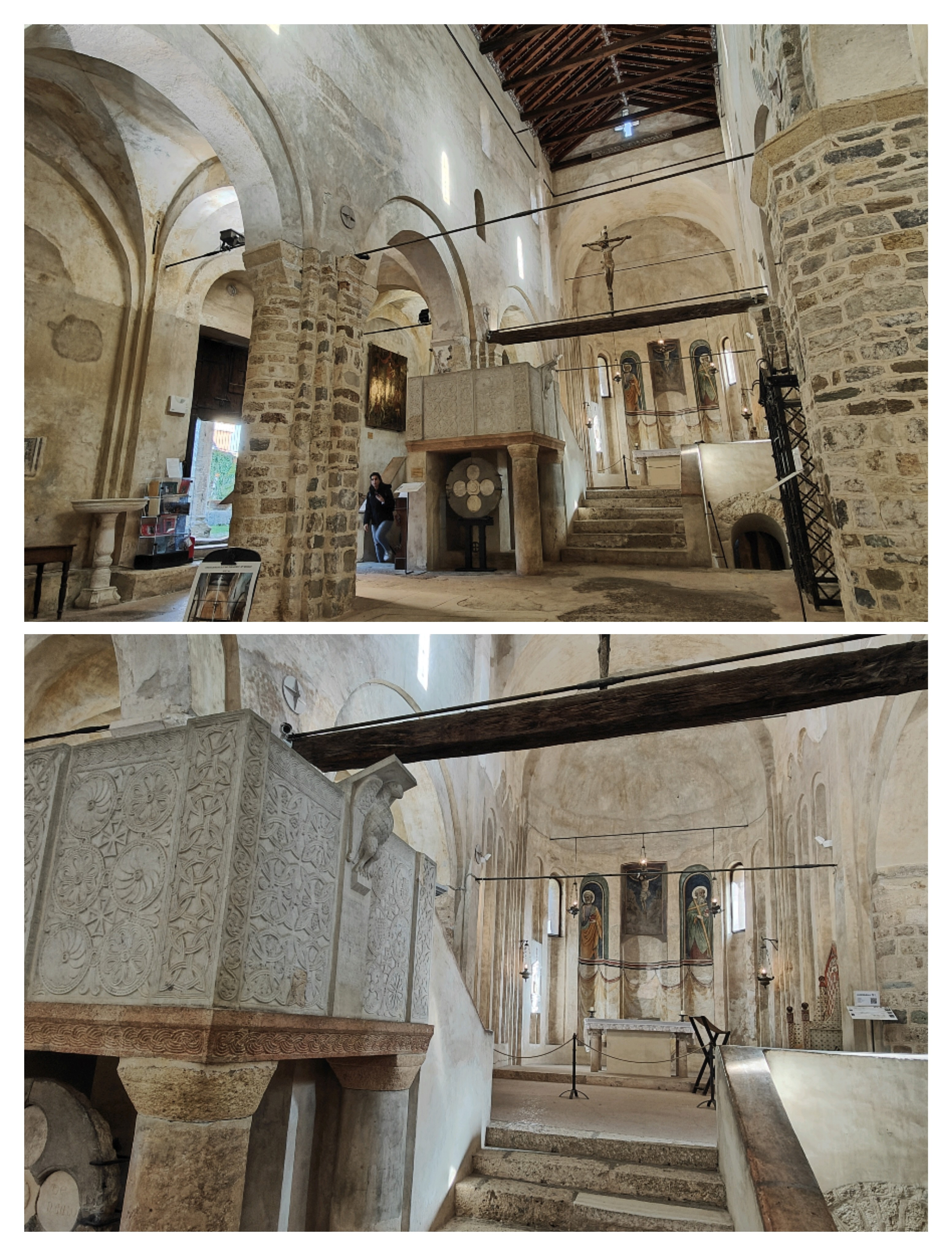
Interni della chiesa
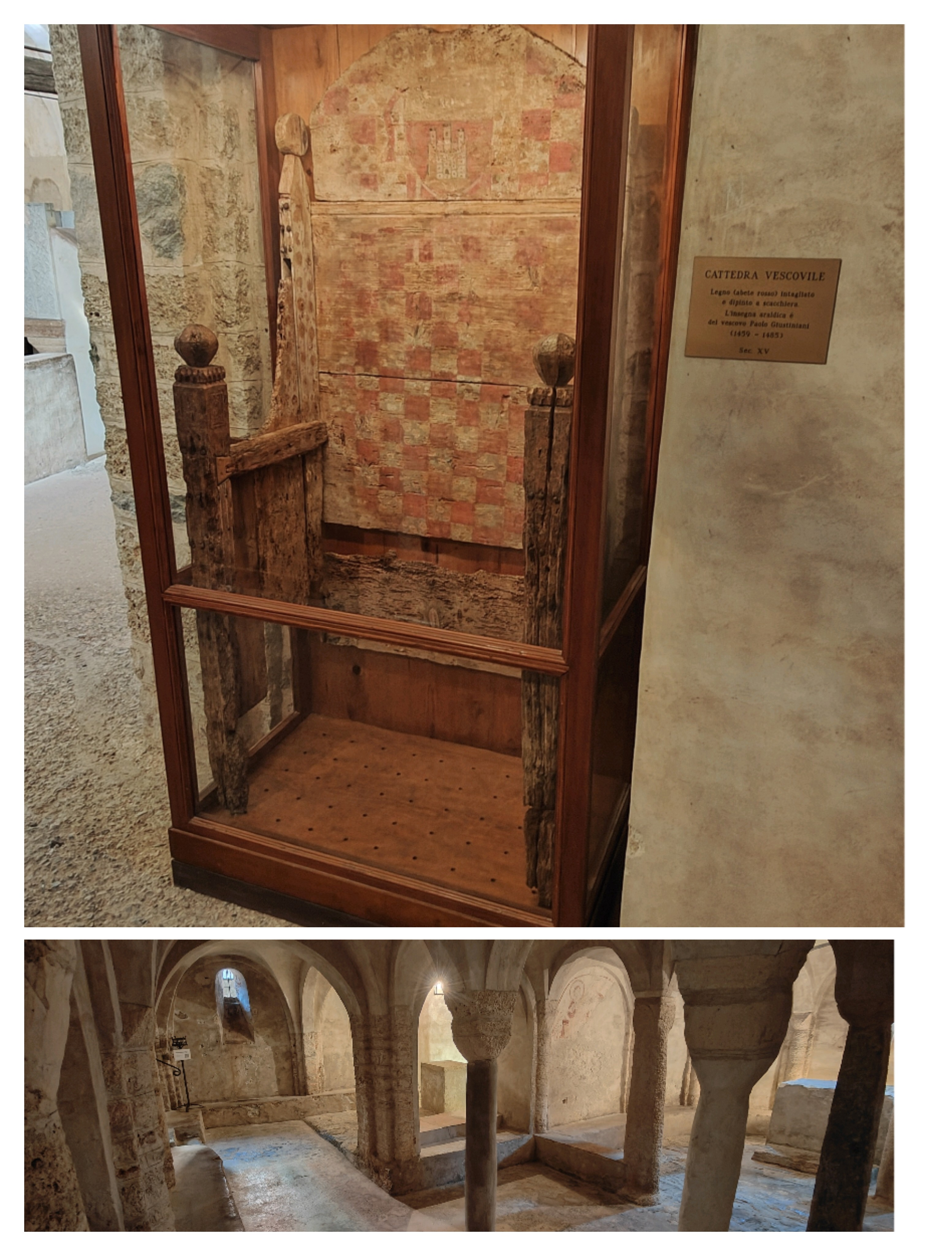
Cattedra vescovo Paolo Giustiniani di abete rosso (sec. XV), sotto: la cripta
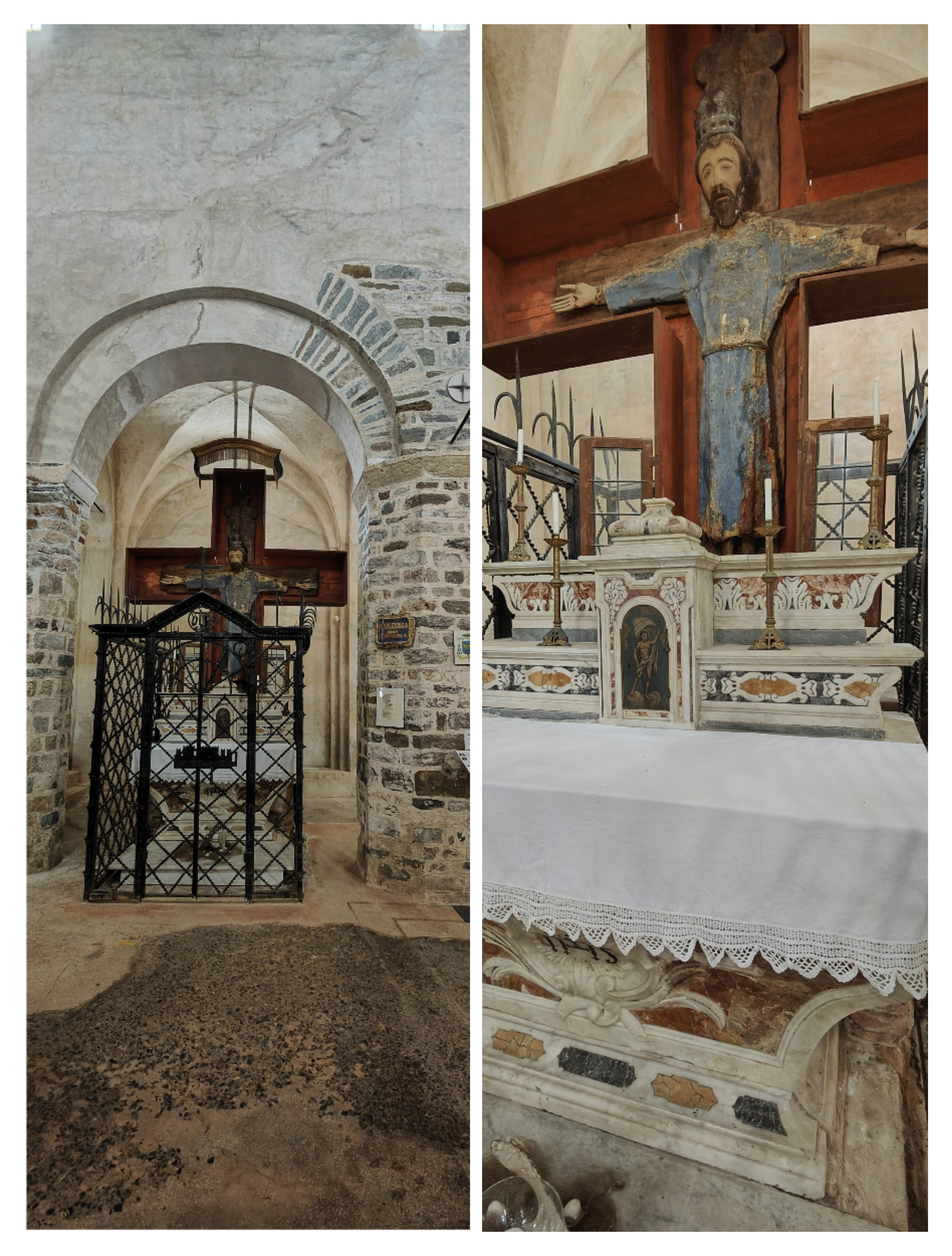
Crocifisso ligneo copia del Volto Santo (metà sec. XIII)